# ضریب انتقال جرم
ضریب انتقال جرم سینتیکی ,  یا  diffusion coefficient  یک مفهوم مهم در علم و مهندسی و سینتیک مواد است که به طور معمول به عنوان ثابت تناسب بین شار مولار ناشی از پخش مولکولی و مقدار منفی گرادیان در غلظت گونه ها نوشته می شود و به  توصیف نرخ پخش جزئیات و ذرات در یک محیط می‌پردازد. وقتی یک ماده در محیط دیگری حل می‌شود یا در محیطی متشکل از ذرات دیگر حرکت می‌کند، پدیده پخش رخ می‌دهد. در این فرایند، ذرات ماده از منطقه‌هایی با غلظت بالاتر به مناطقی با غلظت پایینتر پخش می‌شوند و در واقع تعریف ضریب نفوذ از قانون فیک ( FICKs LAW ) نشات میگیرد . 
ضریب پخش برای هر ماده و در هر محیطی، میزان پخش ذرات و جزئیات را تعیین می‌کند. هر چه ضریب پخش یک ماده نسبت به دیگری بزرگتر باشد، پخش آنها به یکدیگر سریعتر است .این ضریب به شکل کمی میزان پخش ذرات را اندازه‌گیری می‌کند و بیانگر نرخ تغییرات غلظت در طول زمان است.
از دیدگاه ریاضی، ضریب پخش (D) برابر است با نسبت تغییرات غلظت (ΔC) به مسافت (Δx) و زمان (Δt). بنابراین، می‌توان آن را با فرمول زیر بیان کرد:
D = ΔC / (Δx * Δt)
واحد ضریب پخش  در طول به توان 2 بر زمان و در واحد های سیستم بین المللی ( SI) ، ( m^2/s ) و در واحد CGS. برابر cm2/s)) است . 
ضریب پخش وابسته به خصوصیات فیزیکی ماده و شرایط محیطی است. عواملی مانند دما، فشار، ویسکوزیته و تراکم محیط می‌توانند بر ضریب پخش تأثیر بگذارند. برای محاسبه ضریب پخش در شرایط مختلف، معمولاً از آزمون‌ها و مدل‌های ریاضی استفاده می‌شود.

## وابستگی دمایی ضریب انتقال جرم
وابستگی دمایی ضریب انتقال جرم با رابطه آرنیوس که یک رابطه ریاضی بوده و نشان دهنده وابستگی ضریب انتقال جرم به دیگر پارامتر ها مانند انرژی فعالسازی و ثابت گاز ها بیان میشود:
{\displaystyle D=D_{0}\exp \left(-{\frac {E_{\text{A}}}{RT}}\right)}
که در آن :
- D ضریب انتقال جرم (m2/s),
- D0 ضریب انتقال جرم اولیه ( ; m2/s),
- EA انرژی فعالسازی  ( J/mol),
- T دما  ( K),
- R ≈ 8.31446 J/(mol⋅K)  ثابت گاز ها .

می باشد

## وابستگی ضریب انتقال جرم به فشار
این رابطه برای گازها در یک دمای واحد و فشار های متفاوت بیان میشود :
{\displaystyle {\frac {D_{P1}}{D_{P2}}}={\frac {\rho _{P2}}{\rho _{P1}}},}
که در آن:
- D ضریب انتقال جرم ,
- ρ چگالی جرمی ,
- P1 و P2 فشارهای متفاوت در دمای ثابت

## کاربرد های ضریب انتقال جرم
از کاربرد های مهم این مفهوم میتوان به :
جداسازی مواد: در فرآیندهایی مانند جذب، اسمز، استخراج و تقطیر، ضریب انتقال جرم برای تفکیک مواد مختلف در فازهای مختلف (مایع به مایع، گاز به مایع، جامد به مایع و غیره) استفاده می‌شود.
پخش مواد در جامد: در پروسه‌هایی مانند دیفوزیون گاز در جامد، ضریب انتقال جرم نشان می‌دهد که چقدر سریع گاز می‌تواند درون جامد نفوذ کند و به چه میزان مواد را درون جامد پخش کند.
انتقال حرارت: ضریب انتقال حرارت بین دو ماده مختلف مانند جریان حرارتی بین سیال حامل و سطح جامد را می‌توان از طریق استفاده از ضریب انتقال جرم در حالت همان نوع محاسبه کرد.
مدلسازی و شبیه‌سازی فرآیندها: ضریب انتقال جرم به عنوان یک پارامتر مهم در مدلسازی و شبیه‌سازی فرآیندهای شیمیایی و راکتورهای شیمیایی استفاده می‌شود. با داشتن اطلاعات در مورد ضریب انتقال جرم، می‌توان بهبود و بهینه‌سازی عملکرد فرآیندها را انجام داد.

## References
Culbertson, Christopher T,; Jacobson, Stephen C,; Ramsey, J Michael, (2002), "Diffusion coefficient measurements in microfluidic devices", Talanta, 56 (2): 365–373, doi:10.1016/S0039-9140(01)00602-6{{citation}}:  نگهداری CS1: نقطه‌گذاری اضافه (link)
Knudsen, Martin. & Partington, J.R. (1935), The Kinetic.Theoryof Gases. Some Modern Aspects, J. Phys. Chem., doi:10.1021/j150362a021
```
https://en.wikipedia.org/wiki/Mass_diffusivity
```